# شعب الآمي

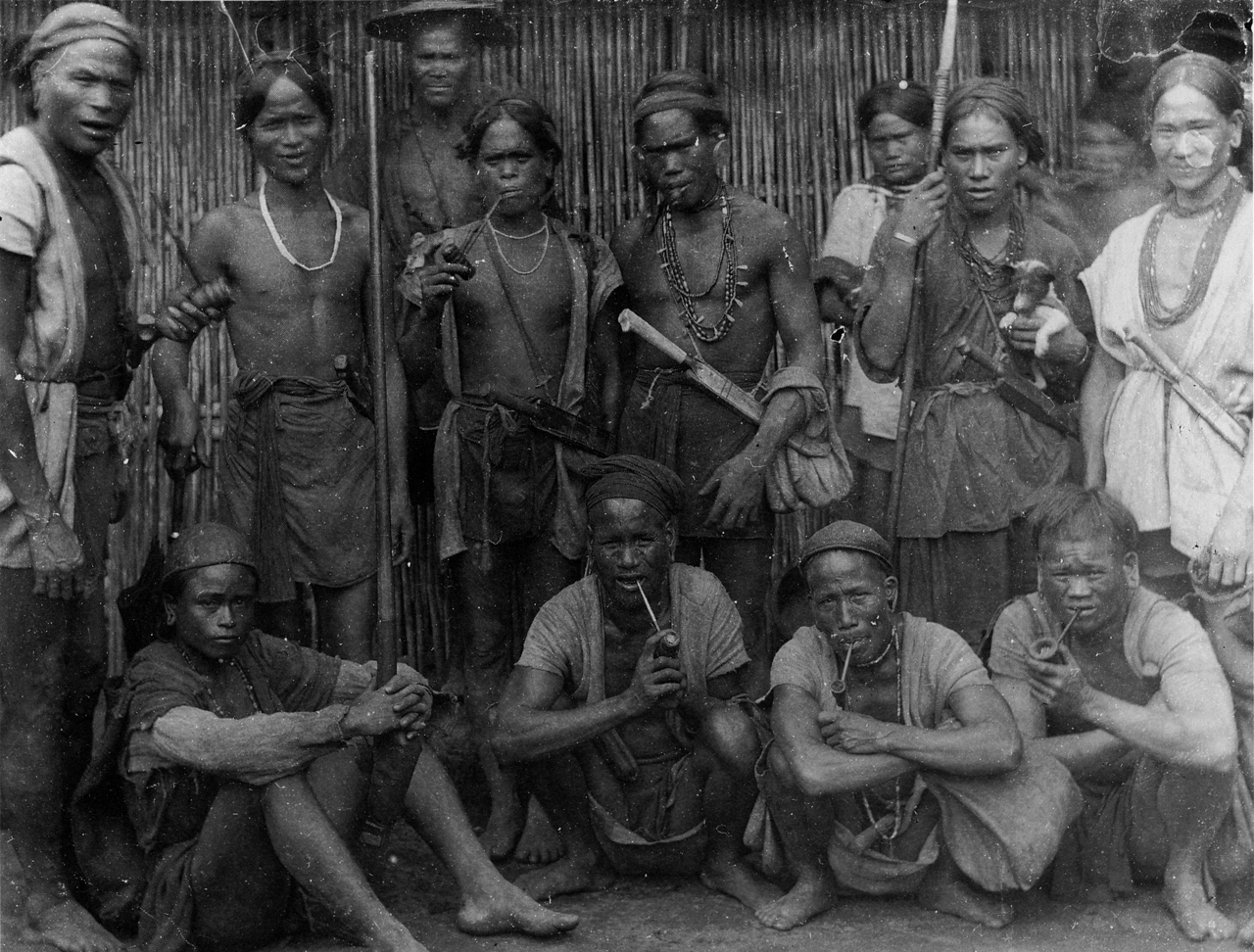

شعب الآمي أو الآميون، مجموعة عرقية أسترونيزية موطنها تايوان. يتحدث الآميون اللغة الآمية، وهي لغة أسترونيزية، ويعتبرون إحدى المجموعات الست عشرة المعترف بها رسميًا من السكان الأصليين التايوانيين. تشمل أراضي الآميون التقليدية الوادي الطويل الضيق بين الجبال الوسطى والجبال الساحلية (وادي هواتونج)، السهل الساحلي للمحيط الهادئ شرقًا إلى الجبال الساحلية وشبه جزيرة هنغتشون.
في عام 2014، بلغ عدد الآميين 200604. كان هذا الرقم يمثل حوالي 37.1% من إجمالي السكان الأصليين في تايوان، ما جعلهم أكبر مجموعة أصلية. يعتبر الآميون في المقام الأول صيادين بسبب موقعهم الساحلي. يتّبع الآميون نظام القرابة الأمومي، والذي يمر من خلاله الميراث والممتلكات عبر الأم التي يُعتبر أطفالها مولودين لأهلها.
كانت قرى الآميين التقليدية كبيرة نسبيًا بالنسبة لمجتمعات السكان الأصليين، إذ تضم في العادة ما بين 500 و1000 شخص. يُشكّل الآميون غالبية السكان الأصليين الحضريين في تايوان اليوم، وقد طوروا العديد من المجتمعات الحضرية في جميع أنحاء الجزيرة. في العقود الأخيرة، تزاوج الآميون مع شعوب الهان بالإضافة إلى الشعوب الأصلية الأخرى.

## الهوية والتصنيف
يُعرف شعب الآمي عمومًا باسم بانجكا، وهو ما يعني «الإنسان» أو «الأناس من نوعنا». أما في تايوان خلال القرن الحادي والعشرين، يستخدم مصطلح الآمي بشكل أكثر تكرارًا. يأتي هذا الاسم من كلمة «آمي» التي تعني «الشمال». لا يوجد حتى الآن إجماع في الأوساط الأكاديمية حول كيفية استخدام لفظ «الآميون» لمخاطبة بانجكا. ربما كان استخدمه بويوما في الأساس للإشارة إلى البانغكا الذين عاشوا إلى الشمال منهم. نظرية أخرى عن أصل الآميين تقول أن أولئك الذين عاشوا في سهل تايتونج أطلقوا على أنفسهم اسم «الآميون» لأن أسلافهم قدموا من الشمال. سجل هذا التفسير الأخير في «بانزوكو كوزت هوكوكوشو»، ما يشير إلى أن هذا المصطلح قد نشأ من مجموعة يصنفها علماء الأنثروبولوجيا على أنها «آميون فالنغاو»، أي مجموعة الآميين الذين يحتلون الأراضي مما يعرف اليوم باسم تشينغكونغ وحتى سهل تايتونغ. يبدو أن أقرب أقاربهم بالوراثة هم الشعب الفلبيني الأصلي.
وفقًا لتاريخ السكان الأصليين التايوانيين: يُصنّف الآميون في خمس مجموعات:
- المجموعة الشمالية (تقع في شيهلي/سهل هوالين)
- المجموعة الوسطى (تقع غربًا إلى الجبال الساحلية)
- المجموعة الساحلية (تقع إلى الشرق من الجبال الساحلية)
- مجموعة فالنغاو (تقع في تشينغونغ وسهل تايتونغ)
- مجموعة هينغتشون (تقع في شبه جزيرة هينغتشون)

يقوم هذا التصنيف، مهما بلغت درجة القبول به، على التوزيع الجغرافي وعلى الهجرة العرقية. هو لا يتوافق مع الاختلافات الملحوظة في الثقافة واللغة والمظاهر الجسمانية.

## التقاليد
تحدد ربة المنزل الشؤون العائلية، بما في ذلك تمويل الأسرة، وفقًا لتقاليد الآميين. يُعتبر مهرجان الحصاد أهم احتفال تقليدي، ويُقام كل عام منذ شهر يوليو حتى سبتمبر للتعبير عن شكر الناس وتقديرهم للآلهة، وللصلاة من أجل حصاد غني في العام المقبل.